# Lasioglossum laeviventre
Lasioglossum laeviventre är en biart som först beskrevs av Pérez 1905.  Lasioglossum laeviventre ingår i släktet smalbin, och familjen vägbin. Inga underarter finns listade i Catalogue of Life.